# Nouveau cirque
Il nouveau cirque ("nuovo circo" in francese, più raramente cirque nouveau), detto anche circo contemporaneo, è una forma di spettacolo dal vivo impostasi alla fine del XX secolo, caratterizzata da innovazioni e contaminazioni da parte del teatro, della musica e della danza.

## Radici storiche
Precedenti storici si hanno nelle produzioni tematiche circensi del XIX secolo e poi nelle regie del circo sovietico nel XX secolo.
Tra le prime compagnie storiche di cirque nouveau, emerse negli anni settanta, vi sono il Cirque Bidon (Francia), Archaos (Francia), Zingaro (Francia) e più tardi, negli anni ottanta, il Cirque Plume (Francia), Cirque Baobab (Guinea), Circus Oz (Australia) e Cirque du Soleil (Canada), oltre a centinaia di altri in tutto il mondo.
In anni di crisi artistica del circo tradizionale, viene a crearsi l'esigenza di dare alle nuove generazioni di artisti una formazione moderna, più vasta e completa, altamente specializzata, capace quindi di rinnovarlo e rilanciarlo. Nascono così un po' ovunque (a partire dalla Russia, dove nel 1927 nacque la prima accademia di circo e varietà: l'istituto era parificato con le scuole superiori ed aveva il compito di formare artisti di circo professionisti e competitivi), vere e proprie accademie che da anni educano i giovani alle arti circensi e ad una formazione di base che non prescinde da altre materie di studio quali la musica, la danza, il teatro ed ogni disciplina che possa accrescerne e valorizzarne le doti atletiche ed espressive.
Un'evoluzione culturale che a partire dagli anni settanta, soprattutto in Francia ma anche in Belgio e in Spagna (grazie anche alla spinta proveniente dai primi riconoscimenti ufficiali avutisi con il Festival del circo di Montecarlo e i successivi sempre più specialistici approdati al piccolo schermo con notevole successo), ha dato origine al cosiddetto nouveau cirque.
Il nouveau cirque, forse traendo spunto dalle innovative e talvolta sperimentali esperienze di grandi compagnie teatrali ("Momix", "Pilobolus", "La La La Human Steps", l'italiana "Cripton", per citarne alcune fra le più note del presente e del passato, senza dimenticare però importanti esperienze di teatro-danza come quelle portate in scena dall'indimenticato Lindsay Kemp), fonde insieme danza classica, contemporanea e moderna con le discipline ginniche/acrobatiche proprie dell'atletica e delle arti circensi più spettacolari, esaltando la plasticità e le capacità del corpo in armonia con la musica e le invenzioni sceniche e introducendo nel circo moderno suggestioni inedite ed elementi nuovi di grande fascino e interesse, capaci di conquistare un pubblico molto diverso da quello del circo tradizionale.
Il circo non è così più legato al tendone ma spesso utilizza teatri o spazi diversi. All'espressione rinascimentale del nuovo circo si associano grandi costumi (tute elasticizzate che esaltano la forma fisica e la muscolatura degli Artisti ed hanno dei disegni a fantasie tempestate di pietre luccicanti, copricapi aderenti impreziositi di materiale simil ferro assieme a scaglie di vetro sopra applicate, ali di piume, elementi in raso con particolari di velluto liscio), fiabesche scenografie accompagnate da strutture di alta ingegneria meccanica come travi americane, strutture metalliche mantenute in aria con le gru, che sorreggono acrobati e musicisti, ma anche allestimenti scarni ed essenziali, basati più sulla poesia e sulla teatralità che su effetti dall'estetica televisiva, o ricerche al confine tra danza e circo, sempre però con un forte riguardo verso la componente musicale.
Si inseriscono nuovi esercizi circensi e musiche moderne, tzigane, rock, new age, sovente e volentieri suonate da esecutori dal vivo, generando una forte richiesta, una moda che piace e fa avvicinare a questo mondo giovani e meno giovani, ed un forte cambiamento culturale, con l'avvicinamento al teatro "colto".

## Principali caratteristiche
Per un gran numero di spettatori a partire dalla fine del Novecento, prevalentemente adulti ma non solo, il fascino del circo tradizionale tende a risultare desueto. Il nouveau cirque, invece, attraverso le sperimentazioni originali come quelle dei "Bidon", "Dromesko", "Bartabas" rivoluziona i fondamenti del circo.
Nel circo contemporaneo spesso si abbandona la suddivisione dello spettacolo in "numeri" a favore di spettacoli più organici o "quadri tematici"; i musicisti scendono dai podi e diventano loro stessi protagonisti; gli spettacoli possono avere durate molto differenziate tra loro variando dalle 2 ore ai 15/20 minuti o anche meno; i programmi possono essere pluri-disciplinari (che comprendono cioè le discipline più diverse come giocoleria, acrobatica aerea, etc. Ad esempio questo avviene in tutti gli spettacoli firmati Cirque du Soleil) oppure uni-disciplinari (dove in uno spettacolo viene esplorata una sola disciplina, come ad esempio nello spettacolo "Smashed" della compagnia inglese Gandini Juggling).
È nel pensiero comune l'idea che il circo contemporaneo sia per sua natura senza animali, ma non è necessariamente così. Assodato il fatto che la presenza degli animali è nettamente minore che nel circo classico, nel nouveau cirque l'animale non solo è presente ma veste il ruolo di attore al pari dell'umano, spesso nelle condizioni di presentarsi liberamente, quindi senza trainer a guidarlo.
Le coreografie hanno un'importanza fondamentale nel nuovo circo. Il gesto circo ed il gesto danza si uniscono liberamente con l'obbiettivo di dare senso e spessore alla storia che racconta, o ad esaltare i virtuosismi, le capacità ginniche e acrobatiche; non è raro danzare con oggetti classicamente circensi, o crearne di nuovi dove compiere esercizi inediti e pose scultoree. 
È chiaro che Il lavoro di questi artisti tende a fuggire alle definizioni e alle catalogazioni. Il nouveau cirque nasce dalla tradizione, se ne separa e traccia un suo percorso personalissimo, fondendo insieme tutti i generi e tutte le discipline (visive, drammaturgiche, musicali, acrobatiche, atletiche) scrivendo uno dei capitoli più interessanti e affascinanti dell'arte contemporanea.